# Cada quién su lucha
Cada quien su lucha és una pel·lícula còmica mexicana de 1966 protagonitzada per Marco Antonio Campos com a Viruta, Gaspar Henaine com Capulina, María Duval com a Lluita García, i Baby Bell com a Lluita Morals.

## Sinopsi
Els empleats d'una tenda de dolços, Viruta i Capulina, fan malbé la venda del negoci i són acomiadats. S'empren en diversos llocs, però en consultar amb un mag, ell els diu que han de gastar molts diners per a canviar la seva mala sort. Tots dos, Capulina i Encenall s'enamoren de dues ballarines anomenades igualment Lluita. El mag tracta d'embullar-los en enganys però no l'aconseguirà.

## Repartiment
- Marco Antonio Campos - Viruta
- Gaspar Henaine - Capulina
- María Duval - Lucha García
- Baby Bell - Lucha Morales
- Carlos Agostí - Badín Anuar
- Eduardo Silvestre - Gerardo
- Consuelo Monteagudo - Badín's Client
- Leo Acosta - The Drummer
- Nathanael León -Julián Caireles
- Mario García "Harapos" - Badín's Henchman
- Carlos Ruffino - Badín's Henchman
- Julián de Meriche - Propietari de la tenda de dolços
- Gloria Chávez - Young Lady at Party
- Ramón Valdés - Badín's Henchman
- Carlos Bravo y Fernández - Badín's Client

## Producció
El rodatge va començar el 16 de juny de 1965 als Estudios Churubusco i en diverses localitzacions de Ciutat de Mèxic, com la intersecció entre Insurgentes i Félix Cuevas.

## Recepció
La pel·lícula fou estrenada el 23 de juny de 1966 al Cine Alameda durant dues setmanes.